# Villaprovedo
Villaprovedo is een gemeente in de Spaanse provincie Palencia in de regio Castilië en León met een oppervlakte van 26,42 km². Villaprovedo telt 69 inwoners (1 januari 2016).

## Demografische ontwikkeling
Bron: INE, 1857-2011: volkstellingen